# Скампавея

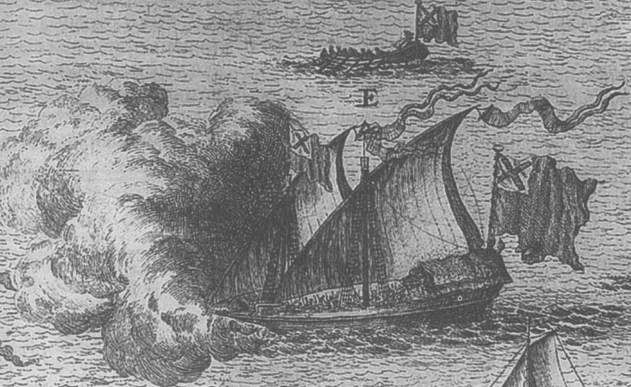
Скампавея

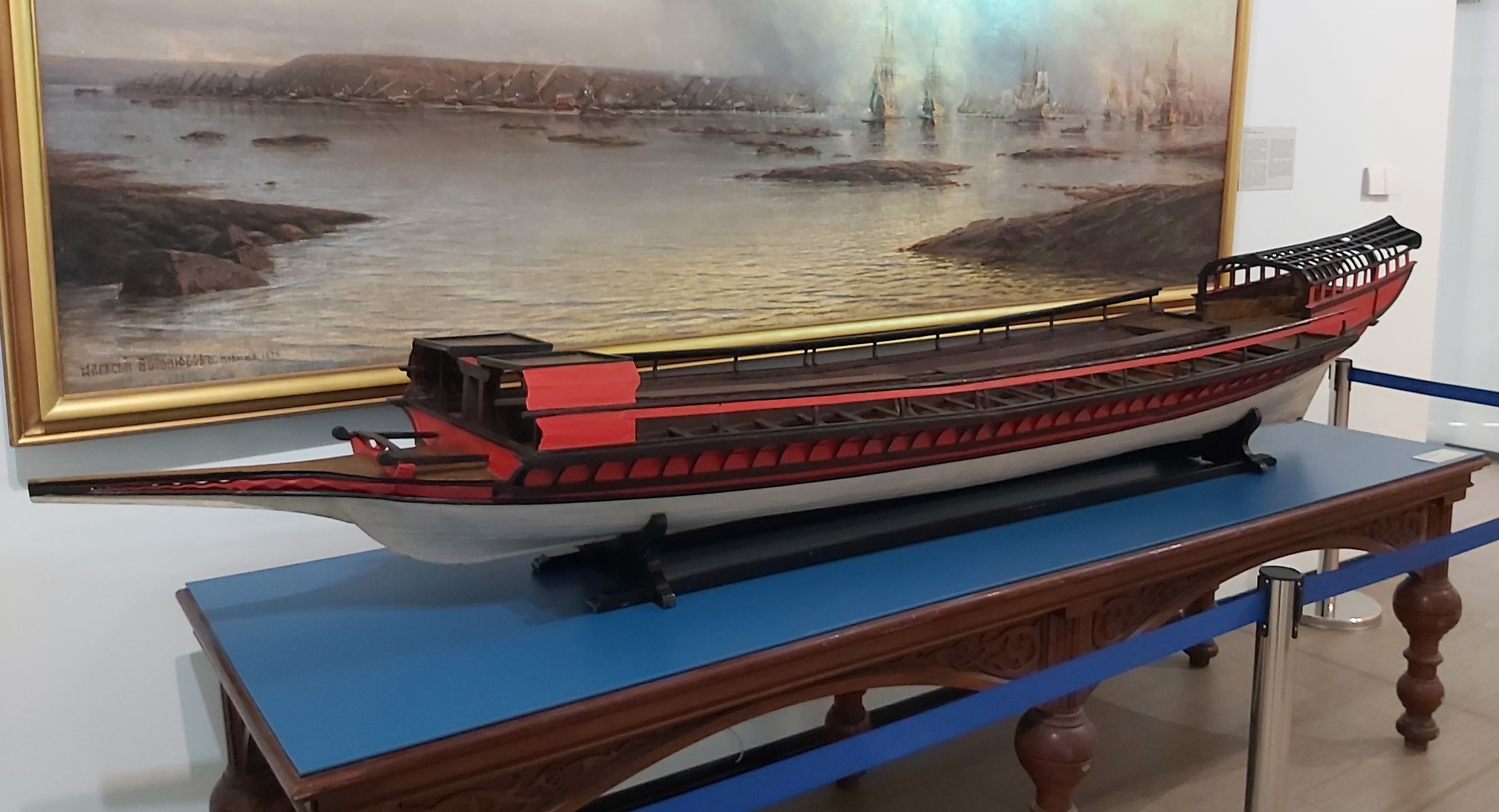
Скампавея

Скампавея — російська мала швидкохідна галера в XVIII столітті. Назва походить від італійських слів scampare — «рятуватися, зникати» і via — «шлях, геть» (scappare via).

Скампавея призначалася для перевезення військ, висадки та вогневої підтримки десантів, розвідки і охорони при діях в шхерах. При військових діях Чорноморської козацької флотилії на Чорному морі, використовувалася в плавнях.
Довжина скампавеї дорівнювала 31,7 м, ширина — 5,33 м, осадка — 1,4 метра. Екіпаж її разом з десантом нараховував 230 чоловік. На озброєнні вона мала одну 12-ти і три 6-ти фунтові гармати. На носі судна установлювався гострий таран для атаки ворожих кораблів з високими бортами. Скампавея рухалася за допомогою 12-18 пар весел, однією-двома щоглами з косими вітрилами (косцями).
Перші скампавеі були побудовані за Петра I на Олонецькій верфі в 1703 році і застосовувалися до кінця XVIII століття.